# Ариак
Ариак (др.-греч. Ἀριάκης) — персидский военачальник, командовавший каппадокийцами во время битвы при Гавгамелах в 331 году до н. э.
Об Ариаке сообщает Арриан при перечислении имён персидских военачальников, командовавших различными контингентами в составе ахеменидской армии в 331 году до н. э. во время битвы при Гавгамелах. Ариак предводительствовал каппадокийцами. По предположению 
О. Л. Габелко, Ариак мог являться родственником Ариарата I, вероятно, его братом. Н. В. Ефремов допустил возможность, что речь в данном случае может идти о самом Ариарате I.